# Kim Bong-han
Bong-Han Kim (1916-1966) est un chirurgien nord-coréen qui a officié à l'Université de médecine de Pyongyang ainsi qu'à l'Institut Kyung-Rak. Il est notamment connu pour sa découverte du système primo-vasculaire, décrit dans 5 rapports de recherche publiés au début des années 1960,.

## Formation
Bong-Han Kim est né en 1916. Il a décroché son diplôme de médecine à l'université nationale de Séoul en 1946. Après que la Guerre de Corée a éclaté, alors qu'il occupe un poste de physiologiste en Corée du Sud, il a traversé la frontière pour s'établir en Corée du Nord, laissant sa famille derrière lui,.
Avant son arrivée en Corée du Nord, B.H. Kim était affilié au parti démocratique coréen.

## Découverte du système primo-vasculaire
Alors qu'il était directeur de l'Institut Kyung-Rak en Corée du Nord (de 1962 à 1965), B.H. Kim a publié 5 articles dans le Journal of Jo Sun Medicine à propos de l'acupuncture, du système Kyungrak et de la théorie "Sanal". Ces articles fondent les bases du système primo-vasculaire qui a attiré l’intérêt de la communauté scientifique au début des années 2010.
Le gouvernement nord-coréen a financé les recherches de Kim en lui fournissant une équipe ainsi que divers instruments tels que des microscopes et des traceurs radioactifs, la plupart étant importés d'Europe de l'Est.

## Disparition
En 1966, l'Institut de recherche Kyung-Rak a été fermé. Depuis ce jour, le Dr Kim n'a laissé aucune trace.